# Calymperes platyloma
Calymperes platyloma är en bladmossart som beskrevs av Mitten 1869. Calymperes platyloma ingår i släktet Calymperes och familjen Calymperaceae. Inga underarter finns listade i Catalogue of Life.